# Дмитрашківка
Дмитра́шківка — село в Україні, у Піщанській селищній громаді Тульчинського району Вінницької області. Населення становить 1469 осіб. Село славиться фруктовими садами.

## Історія

### Походження назви села Дмитрашківка
Точного узгодження про походження назви села немає, місцеві жителі розказують дві легенди. Одна з них говорить про те, що село було назване на честь якогось князя Дмитра. Інша легенда розказує про велике місто Рашків, яке було підпалене татарами. Так як місто знаходилось на великому горбі то дим від пожежі могли бачити жителі багатьох сусідніх сіл і люди при цьому говорили, дивлячись в сторону Рашкова: «Димить Рашків! Димить Рашків!». Звідки і вийшла назва Димитрашків, а потім Дмитрашківка. Насправді місто Рашків існувало в той час, але воно знаходилось на відстані двох великих миль (приблизно 8 км) від міста Дмитрашков (зараз ця відстань сягає 25 км), хоча не можна не припустити, що сучасна назва села має два корені: дмит та рашків.
Інша легенда каже про те, що село було назване на честь князя Дмитра. У документах Польщі й Туреччини — це багатий і славетний Дмитро Вишневецький, або «кондотьєр Дмитрашка». Аби захистити свої володіння князь вирішив побудувати на скелях над урвищем фортецю. Місцевість своїм ландшафтом сприяла цьому. З часом фортеця виросла в велике місто. Одна із семи церков міста збудована на честь святого Дмитрія у 1630 р.

### Історія села
Село Дмитрашківка описується у спогадах араба Булос Ібн аз-Заїма аль-Халебі (Павла Халебського) під час подорожі у 1654 р. патріарха Макарія III.
Згідно з царським указом від 5 липня 1795 р. Дмитрашківка входила до Ольгопільського повіту Піщанської волості й налічувала 2395 жителів.
Тривалий час Дмитрашківка переходила у володіння різних господарів. Вона належала роду Замойських, а потім була власністю князів Долгорукових. У 1845–1850 рр. Дмитрашківкою володів нащадок старовинного німецького роду Георг Віттенштейн. Після нього вона знову перейшла до Долгорукових.
В останнього з князів Долгорукових було дві доньки. Старшій Єлизаветі батько залишив у спадок маєток у Дмитрашківці. Вона одружилася з князем Трубецьким, після його смерті вийшла заміж за швейцарського підданого Вінклера. Княгиня Трубецька-Вінклер мала потяг до медицини. Вдома Єлизавета мала аптеку — вона займалася збиранням лікарських трав і сама готувала різні настоянки, відвари, креми та безкоштовно лікувала жителів Дмитрашківки. По медичну допомогу до неї зверталися люди з навколишніх сіл та волостей, і вона охоче допомагала усім.
У 1883 р. Єлизавета Трубецька-Вінклер вирішила збудувати у Дмитрашківці школу. На території її садиби стояв костел, який уже не діяв, а всі його атрибути були передані до іншого костелу, що знаходився у сусідньому с. М'ястківці. Отож на місці старого костелу княгиня вирішила поставити сільську школу. Вона звернулася до губернатора з таким клопотанням:
|  | Дело по ходатайству земледелици села Дмитрашковка, Ольгопольского уезда Винклер, о постройке в этом селе школы в память писателя И.С. Тургенева. Ваше превосходительство! Желая почтить память нашего великого писателя Ивана Сергеевича Тургенева каким-нибудь полезным делом, я решилась построить сельскую школу в моем селе Дмитрашковка Камянец-Подольской губернии, Ольгопольского уезда, Песчанской волости на пренадлежащем мне участке земли 2160 квадратных саженей, находящейся среди крестьянской усадебной земли. Мне было бы приятно встретить в этом деле сочувствие со стороны крестьян, моих односельчан, поэтому покорнейши прошу Ваше Превосходительство оказать мне в этом содействие. Елизавета Петровна Винклер, урожденная княгиня Трубецкая. 30 октября 1883 года. |

На це прохання губернатор не дав ніякої відповіді. Княгиня сама на свій розсуд знесла костел. За таке самочинство католики подали на неї скаргу Папі Римському, останній звернувся до Святійшого Синоду в Петербург, і Синод наклав штраф на княгиню у розмірі 40 000 крб. Вона змушена була продати значну частину своєї землі, аби сплатити штраф. За княгинею залишалися тільки урочища Миколаївка і Яри та поля з боку села. Сама школа була відкрита у 1885 р. і проіснувала до 1886 р., а в 1890 р. у с. Дмитрашківка було дві церковнопарафіяльні школи: чоловіча і жіноча.
Згодом княгиня вирішила посадити на своєму полі фруктовий сад, але знову накликала на себе гнів. Серед поля виявилося забуте кладовище російських старообрядців. Княгиню оштрафували вдруге, і вона змушена була продати частину своїх володінь.
Через деякий час Єлизавета Петрівна збудувала в кінці Ярів собі палац із широкими терасами, посадила фруктовий сад і виноградники. Це був один з наймальовничіших краєвидів Дмитрашківки. Під'їжджали до палацу з боку Піщанки і Миколаївки. Від Дмитрашківки можна було доїхати Ярами, але там усе поросло чагарниками. Згодом, у 1890-х роках, вона найняла майстрів і проклала дорогу через Яри. Ще задовго до смерті княгиня Трубецька-Вінклер продала частину своїх земель у Дмитрашківці багатому землевласнику, а той ці землі (з лісом, парками та будинками) подарував своїй небозі Зінаїді Фредерікс. Вона зі своїм чоловіком, генералом Тізделем, володіла Дмитрашківськими маєтками до революції 1917 р.
У «Подольских епархиальных ведомостях» за 1905 р. записано: «Дмитрашковка принадлежит Е. П. Винклер и З. Е. Тиздель. Дворов 706, жителей 3513. В означеном селении находится общественный сельский банк, второклассная ЦПШ, 11 водяных мельниц».
У своєму палаці княгиня прожила майже до смерті. Вона померла у Франції в 1908 р., але її тіло перевезли до садиби й поховали у сімейному склепі. Там уже спочивав її син, який помер у молодому віці. Після революції 1917 р. палац був вщент зруйнований, залишився тільки склеп, який стоїть і досі.
У 1905 р. жовтневе піднесення робітничого руху дало поштовх селянській революційній боротьбі. Жителі навколишніх сіл виступали проти маніфесту 17 жовтня, який містив у собі багато обіцянок. Вони не вірили паперовій «конституції» і продовжували боротьбу.
У 1906 р. зусиллями місцевих жителів побудована Свято-Троїцька церква. Відкриття церкви припало на 1913—1914 рр. на свято Покрови Пресвятої Богородиці.
У 1912 р. в селі відкрили чотирикласну та чотирирічну земську школи.
Федір Кирилович Маналатій організував повстання солдатів у царській армії 1914–1918 рр., за рішенням польового суду був розстріляний 7 січня 1917 р.
7 (20) листопада 1917 року, відповідно до Третього Універсалу Української Центральної Ради, увійшло до складу Української Народної Республіки.
Весною 1918 р. діяла група опору. Радянську владу проголошено в 1918 р., у цьому ж році був сторений ревком. Його головою обрано Тимофія Андрійовича Житкевича, який у 1922 р. був убитий.
У 1920 р. відкрито семирічну трудову школу. На початку 1920-х років у селі створено сільськогосподарську артіль «Трудолюбие», в 1922 р. — ТСОЗ, а в 1927 р. — радгосп ім. ДПУ та артіль «Червона зірка».
Голодомор 1932—1933 рр. був найбільшою трагедією с. Дмитрашківка. Тіла людей, що померли від голоду, звозили на місцеве кладовище і скидали у викопаний яр. Всього постраждали 124 жителі. Село було занесене на «чорну дошку» під час голодомору, а саме: колгосп «Трудолюбіє».
22 липня 1941 р. Піщанський район був окупований німецько-румунськими військами. Селяни чинили опір, вступали до партизанських загонів. 17 березня 1944 р. село було звільнене.
На території Дмитрашківки радянські війська прийняли нерівний бій, у якому загинули 47 солдатів. У 1942 р. вбитих захоронили в братській могилі.
У роки німецько-радянської війни на фронтах воювали 518 жителів села, з них загинули 234 особи. У 1967 р. в центрі села відкрито пам'ятник загиблим воїнам-односельцям.
У післявоєнні роки в селі працювали колгосп ім. Калініна та радгосп ім. ДПУ. Радгосп ім. ДПУ був спеціалізованим господарством, де вирощувалися фрукти. Доярка колгоспу ім. Калініна Т. О. Олійник була нагороджена орденом Леніна та водій колгоспу ім. Калініна Й. Я. Рашкован був нагороджений орденом Знак Пошани (№ 1366958).
У 1969 р. побудована нова школа, яка і досі діє. Директорами шкіл у різні часи були Р. Й. Балащук, А. М. Збрищак, Цвігун, Тищенко, Медведєв, Делюсто, Поліщук, Соболевський, О. М. Рабінов, П. А. Білянський, А. Д. Юзьків, П. А. Горобець, Д. В. Вайс, І. С. Мірошник, М. М. Слободянюк, І. І. Лужанський, Л. В. Коваль.
Головами колгоспу працювали П. Бурдейний, В. А. Житкевич, Л. Рашкован, І. В. Малошин, Кравецький, О. Самоляк, Д. М. Шевчук, Г. Казновський, Р. В. Купчик, Я. Гребенюк, Т. І. Вінявський, М. П. Ворончук, Г. Є. Онищук, В. Г. Катрик, С. К. Хілковський, Т. О. Олійник, В. Й. Рашкован, В. М. Ременяк.
Керівниками радгоспу ДПУ були Поплавський, Р. М. Ситник, Дзівановський, Венцковський, Мерва, Драчук, Захарчук, Котляр, Бріцман, Петровський, Васильцов, І. П. Кушнір, Г. Я. Демішкан, О. Г. Ткачук, В. К. Колісник (СВАТ «Сад України»).
12 червня 2020 року, відповідно до Розпорядження Кабінету Міністрів України від  № 707-р «Про визначення адміністративних центрів та затвердження територій територіальних громад Вінницької області», село увійшло до складу Піщанської селищної громади.
19 липня 2020 року, в результаті адміністративно-територіальної реформи та ліквідації Піщанського району, воно увійшло до складу новоутвореного Тульчинського району.

## Населення

### Мова
Розподіл населення за рідною мовою за даними перепису 2001 року:
| Мова            | Кількість | Відсоток |
| --------------- | --------- | -------- |
| українська      | 1731      | 95.64%   |
| російська       | 53        | 2.93%    |
| румунська       | 16        | 0.88%    |
| болгарська      | 3         | 0.17%    |
| циганська       | 1         | 0.06%    |
| білоруська      | 1         | 0.06%    |
| гагаузька       | 1         | 0.06%    |
| інші/не вказали | 4         | 0.20%    |
| Усього          | 1810      | 100%     |

## Інфраструктура
Нині в селі діють ЗОШ I—III ступенів, дитячий садок «Ромашка», 2 бібліотеки, Будинок культури, лікарська медична амбулаторія загальної практики сімейної медицини, стадіон, поштове відділення. На базі радгоспу ім. ДПУ діє СВАТ «Сад України», у господарстві якого знаходяться фруктові сади. Дмитрашківські фрукти можна зустріти на ринках України та за кордоном.
У 2009 р. урочисто відкрито Музей-садибу Павла Муравського на честь видатного уродженця села.
У Дмитрашківці розташований ландшафтний заказник «Зачарована долина» для збереження унікального природного комплексу — долини р. Кам'янка.

## Культура
У 2010 році був започаткований щорічний Міжнародний фестиваль хорового співу імені Павла Муравського, на честь талановитого уродженця села. Прослуховування хорових колективів відбувається в місцевому Будинку культури.

## Природно-заповідний фонд
- комплексна пам'ятка природи загальнодержавного значення урочище «Княгиня».
- ландшафтний заказник місцевого значення Зачарована долина.

## Видатні люди
- Муравський Павло Іванович  (1914-2014)— Герой України, український хоровий диригент, народний артист України, лауреат Шевченківської премії, професор Національної музичної академії імені П. І. Чайковського, почесний академік Академії мистецтв України
- Анатолій Житкевич — поет, композитор, член спілки письменників України
- І. Е. Лупол — заслужений діяч мистецтв України і Росії
- А. Борисенко — кандидат технічних наук, удостоєний Ленінської премії
- С. А. Білянський — працював у Львівському оперному театрі, загинув при обороні Києва у 1941 році.
- І. Н. Цісар — гвардії старшина, старшина 3 стрілецької роти 288 гвардійського стрілецького полку 94 гвардійської стрілецької дивізії, кавалер Ордена Червоної Зірки.
- В. М. Рашкован — червоноармієць, стрілець 1 стрілецької роти 715 стрілецького полку 122 стрілецької дивізії, кавалер Орденів Слави ІІ та ІІІ ступеня, а також кавалер Ордена Вітчизняної війни ІІ ступеня.
- Білоус Василь Тимофійович — поет, автор книжки «Ритми зраненого серця», вид. «Сучасний письменник», 2009 р.; В 1926 р. закінчив Дмитрашківську 7-річну школу.

## Галерея

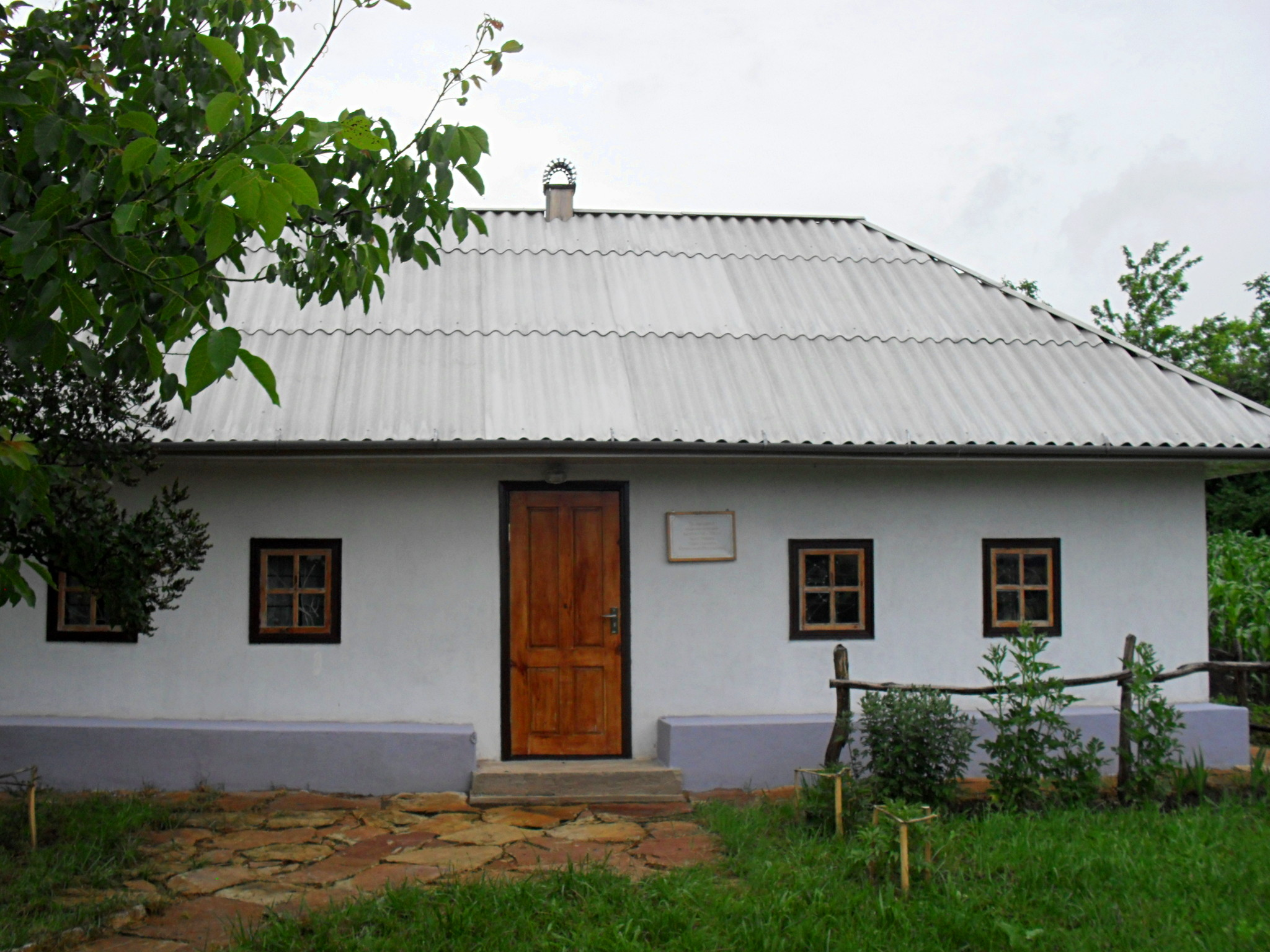
Музей-садиба П.І. Муравського
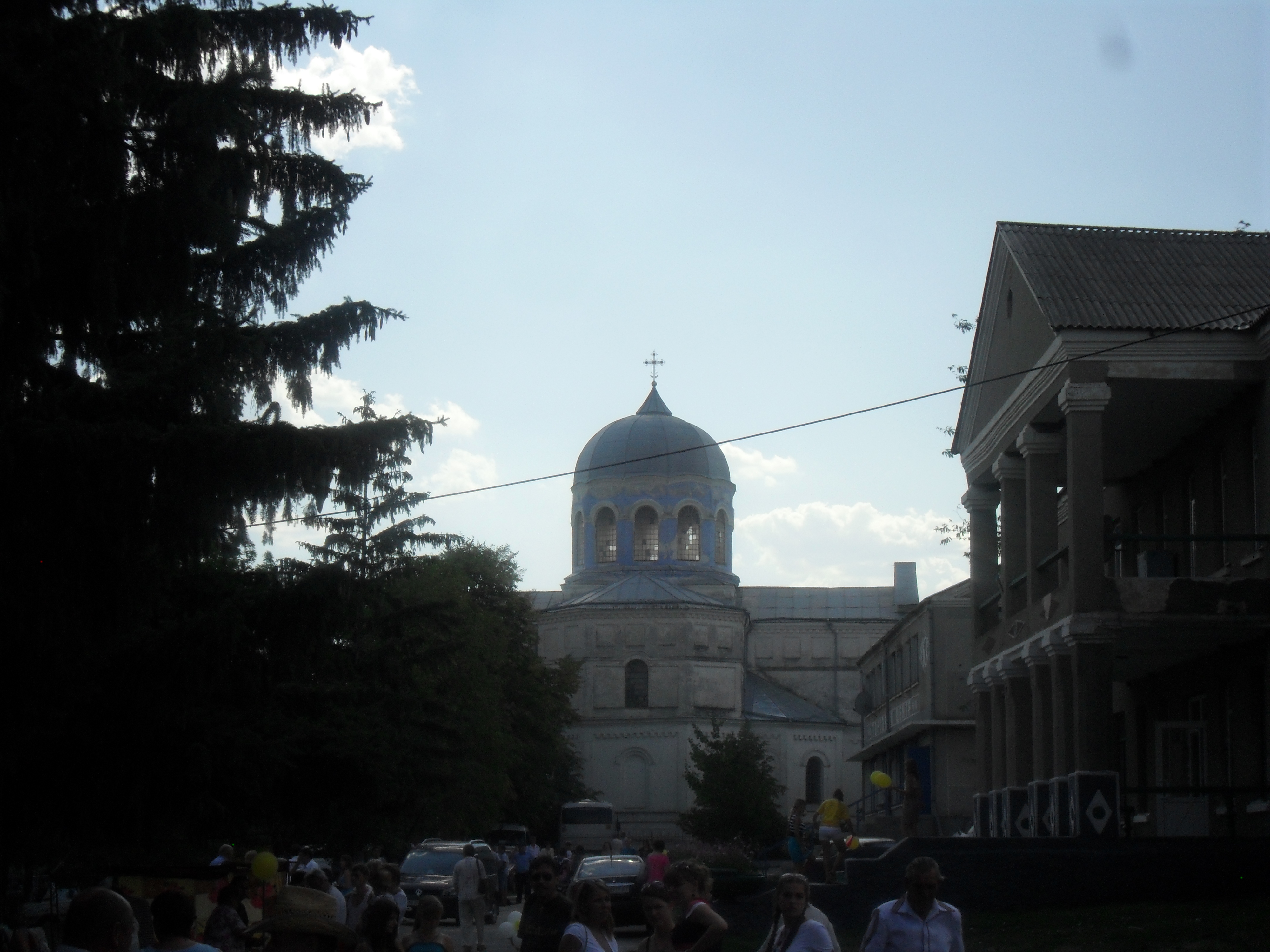
Церква
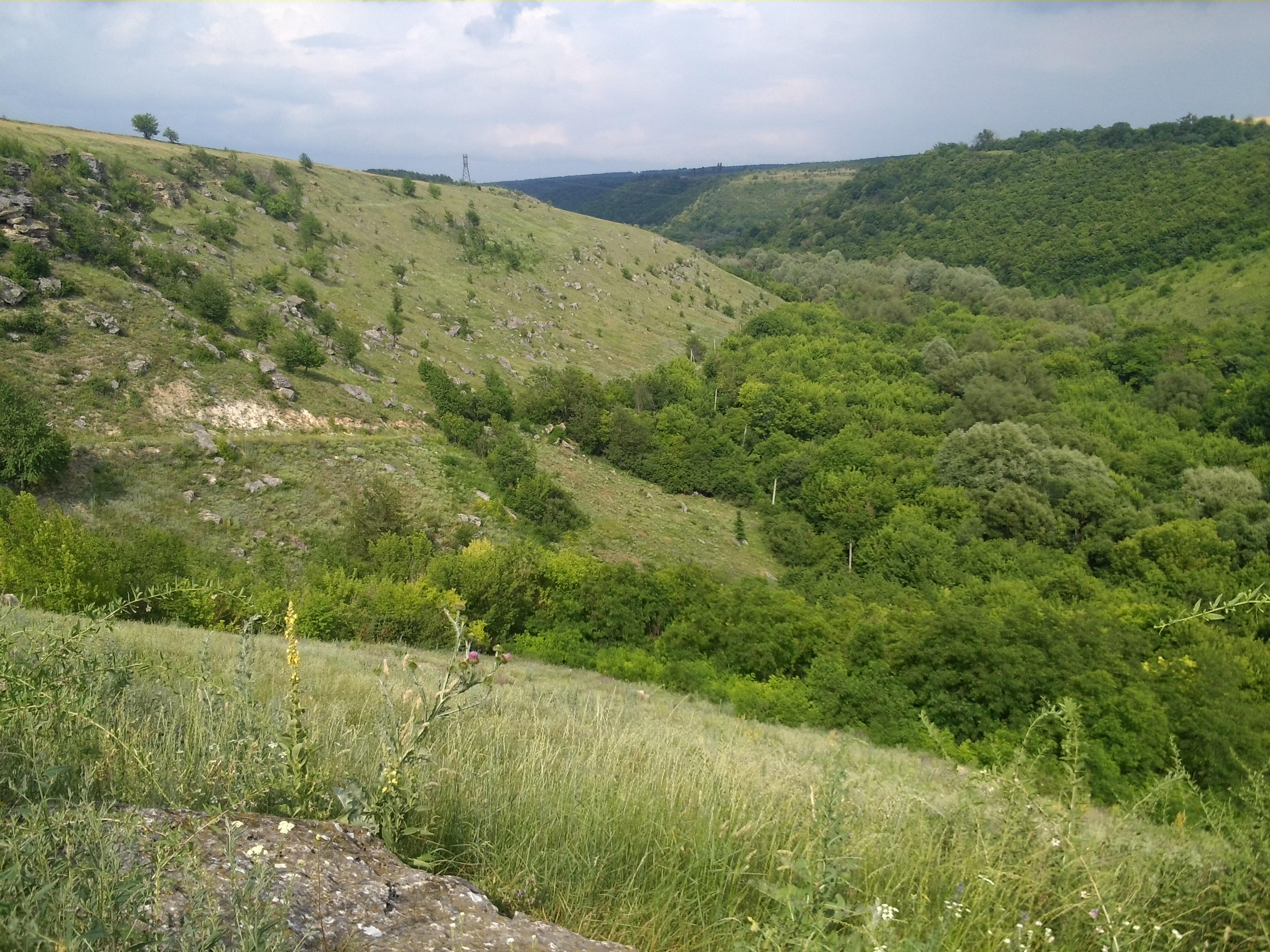
Заказник «Зачарована долина»
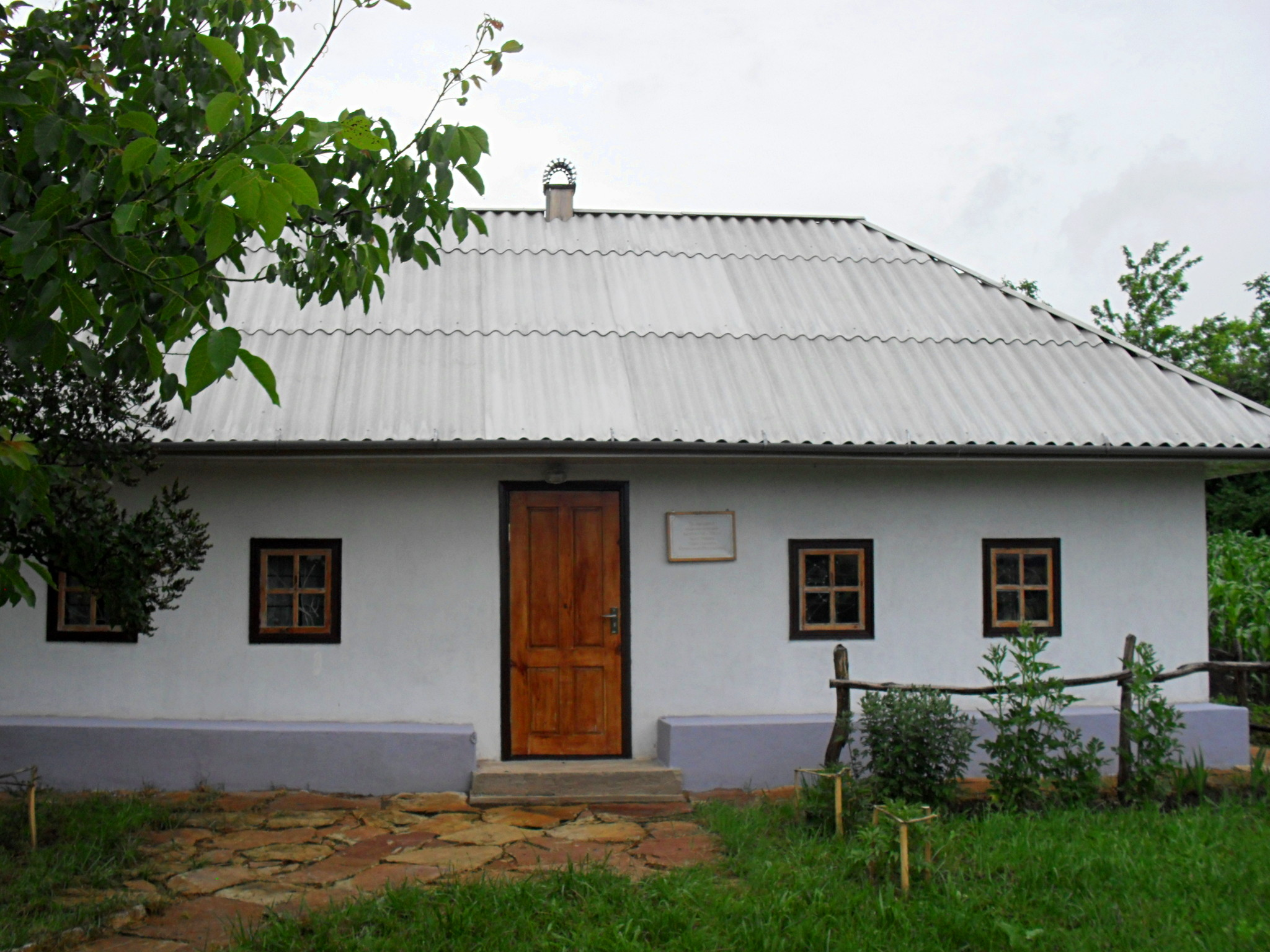
Заказник «Зачарована долина»
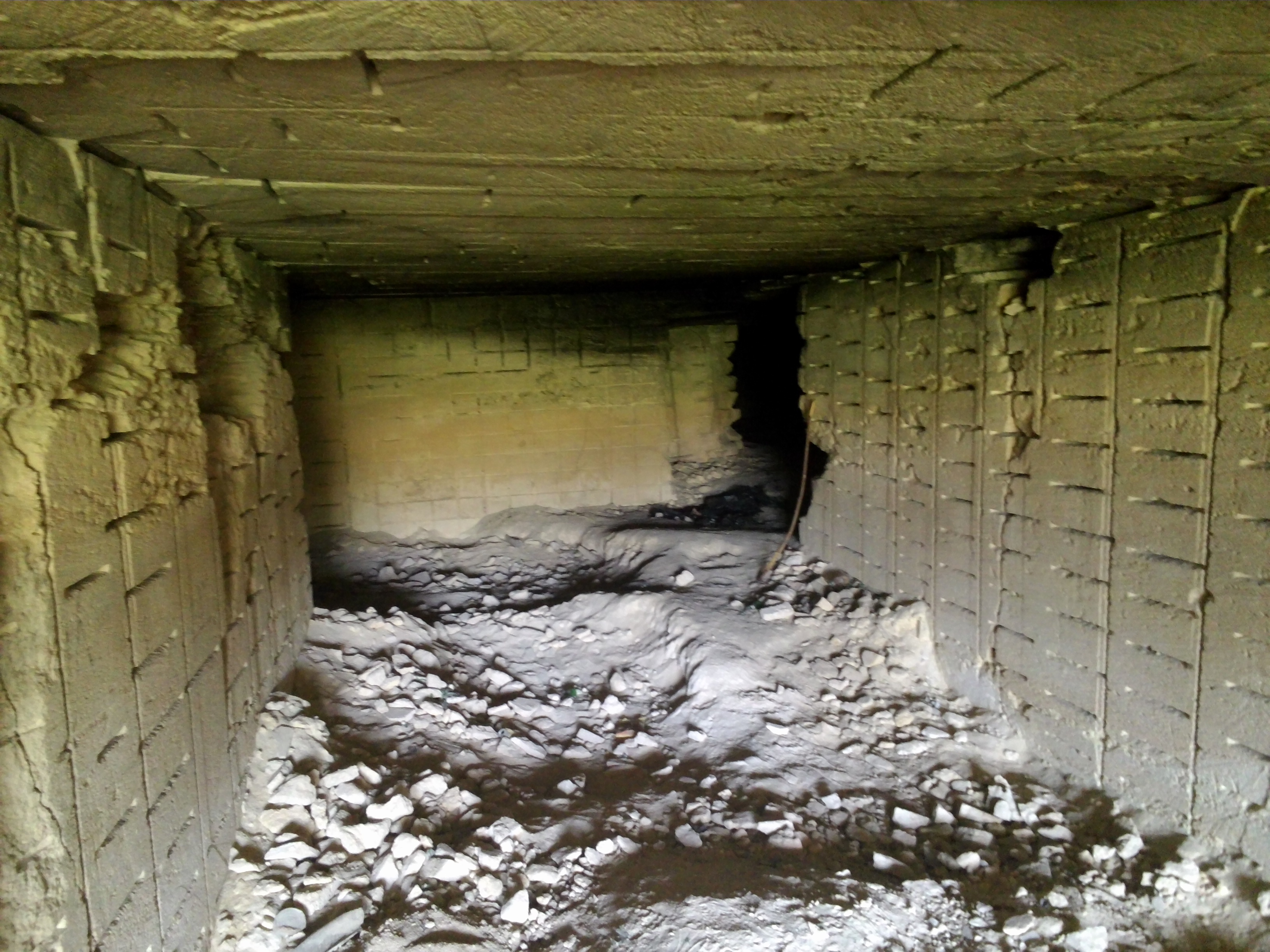
Тунелі, де добувають вапняк для будівництва
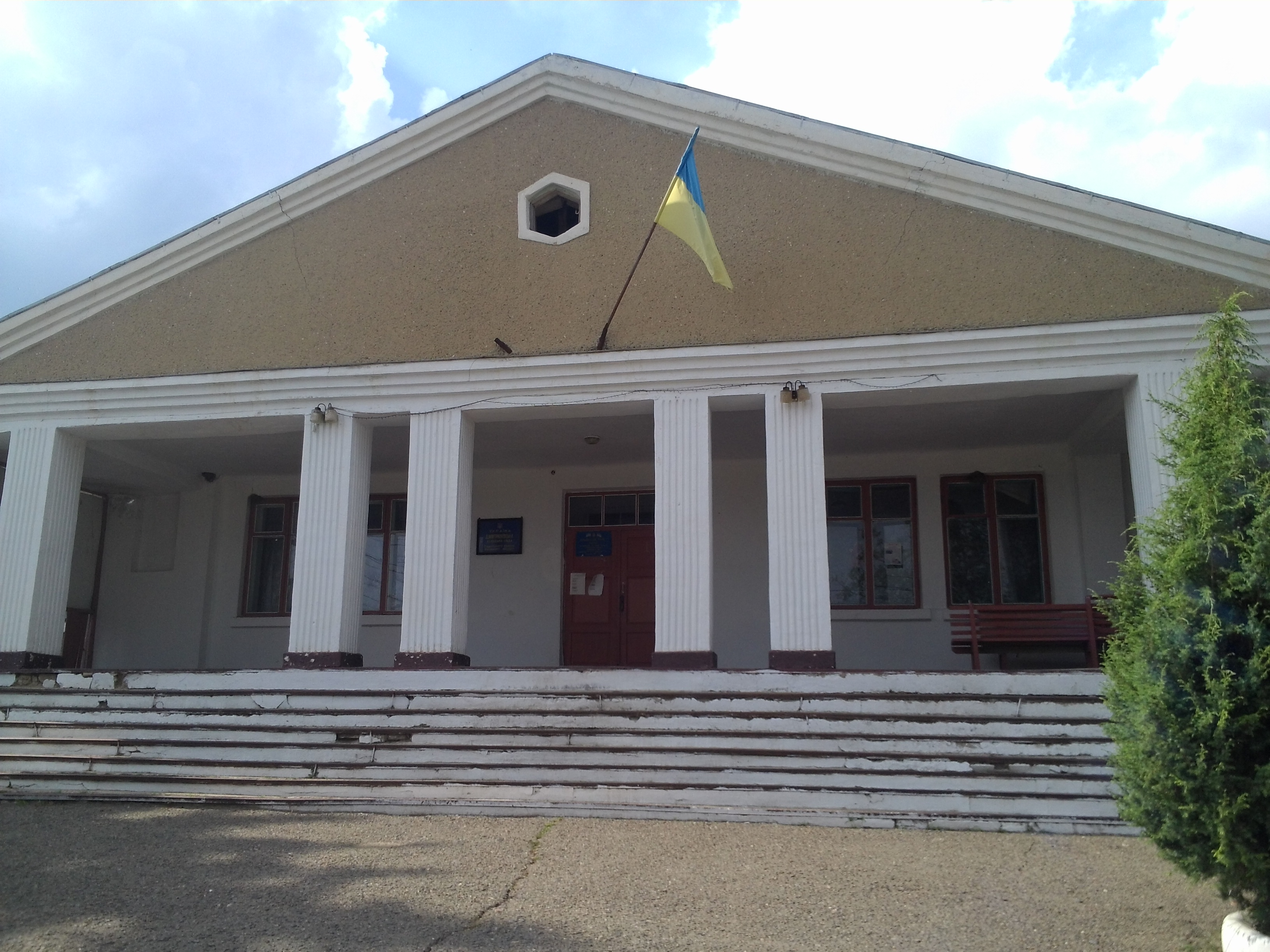
Сільська рада
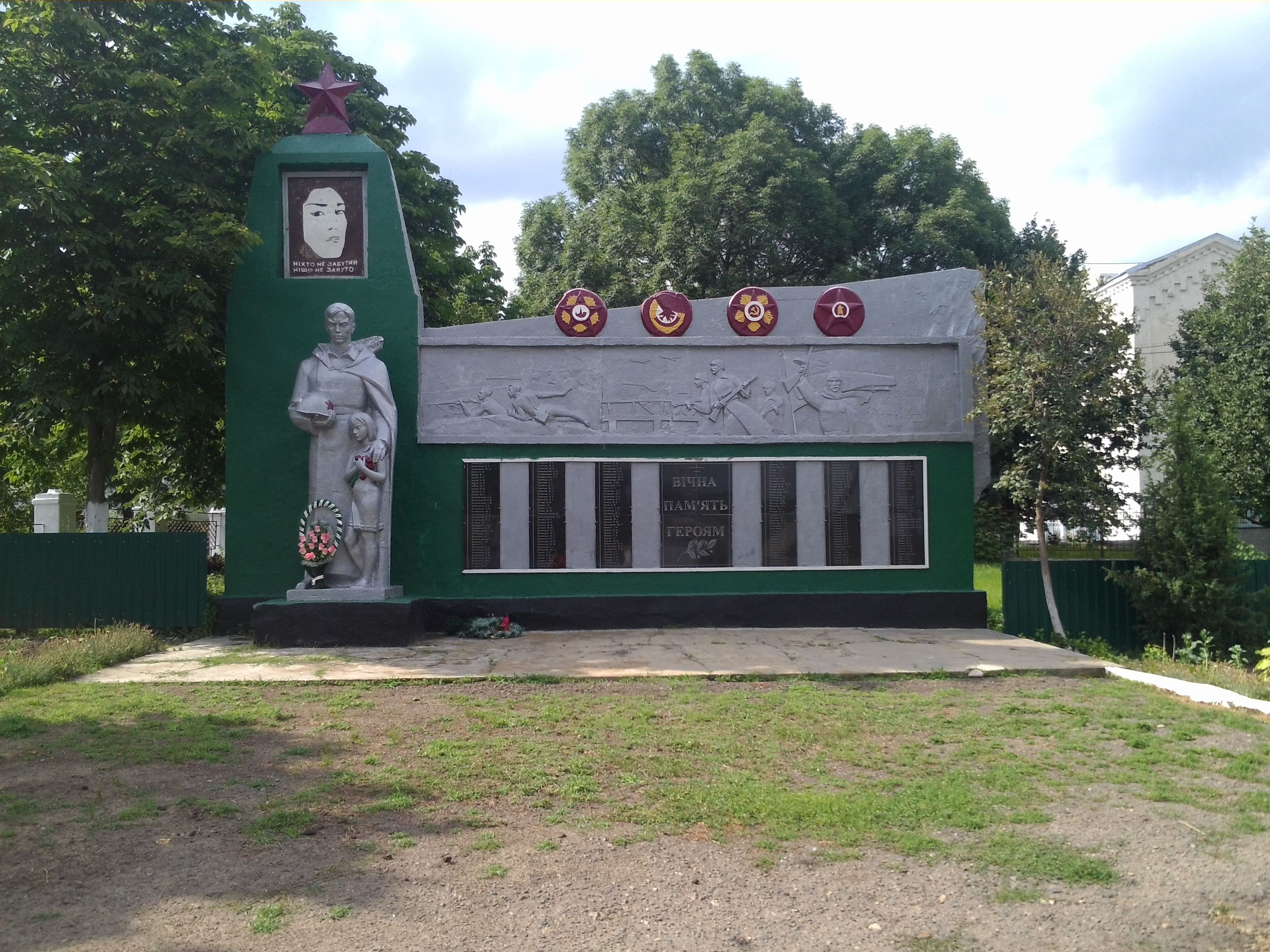
Пам’ятник воїнам–односельчанам, загиблим на фронтах німецько-радянської війни
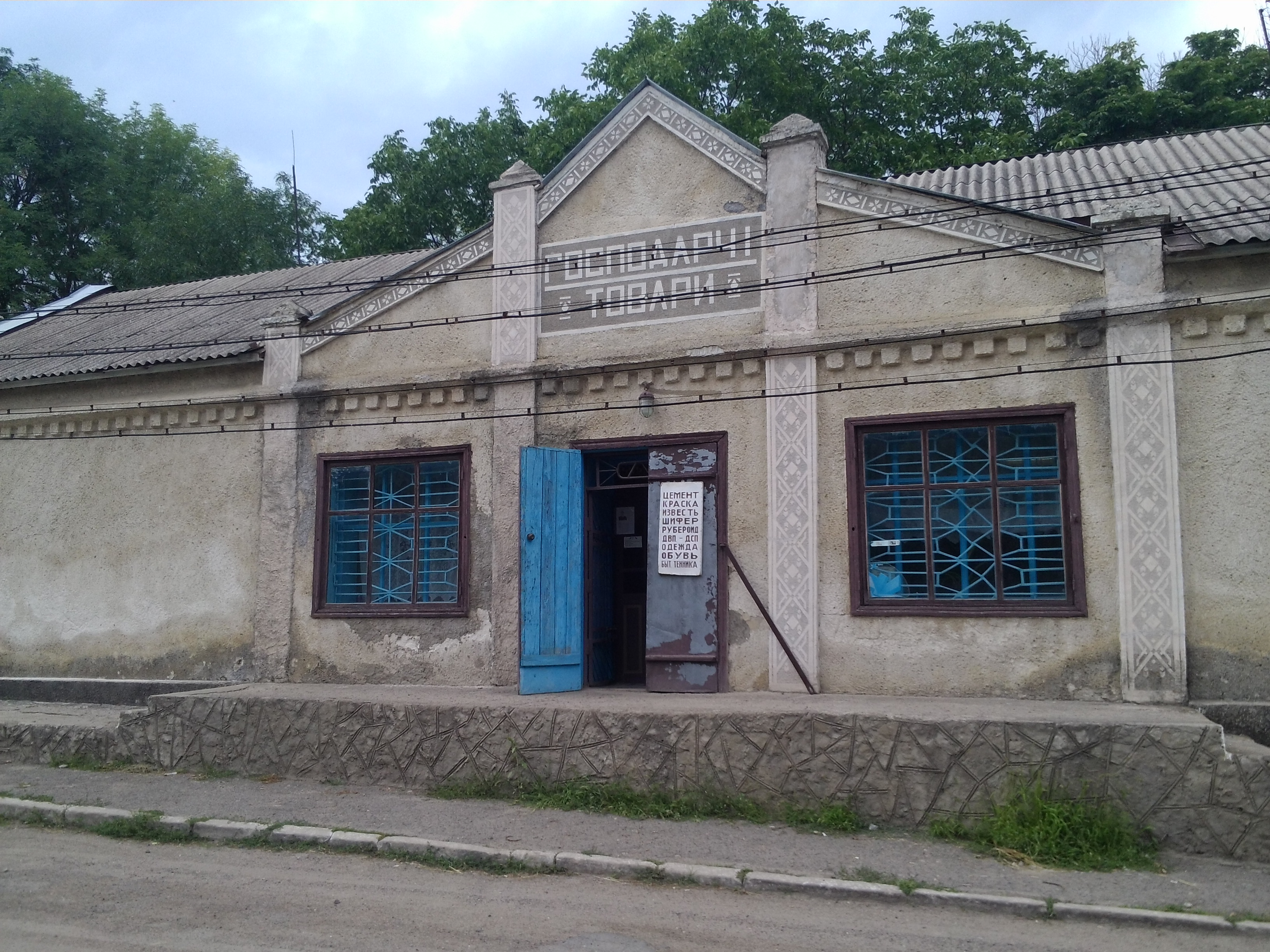
Магазин
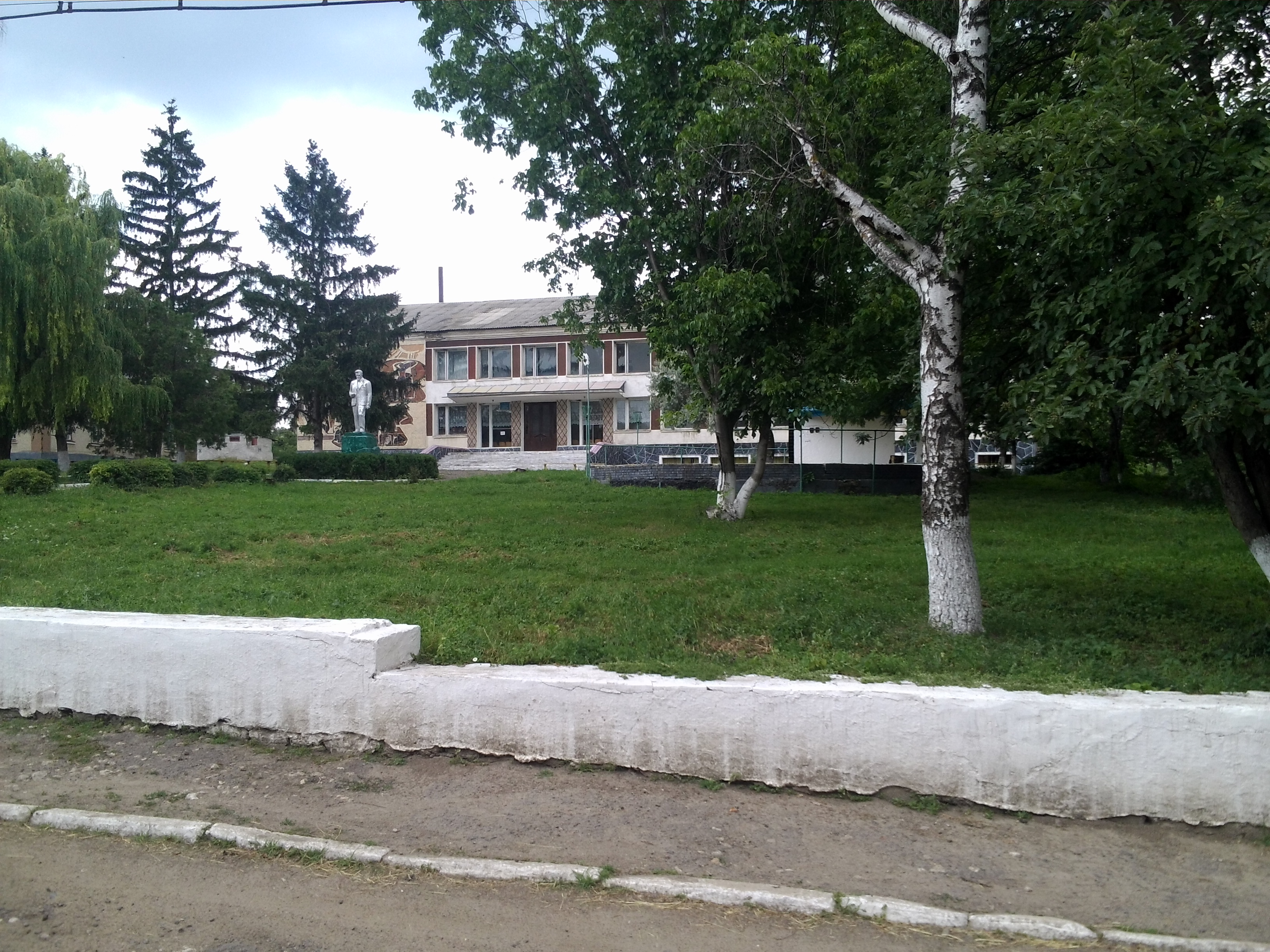
У центрі села
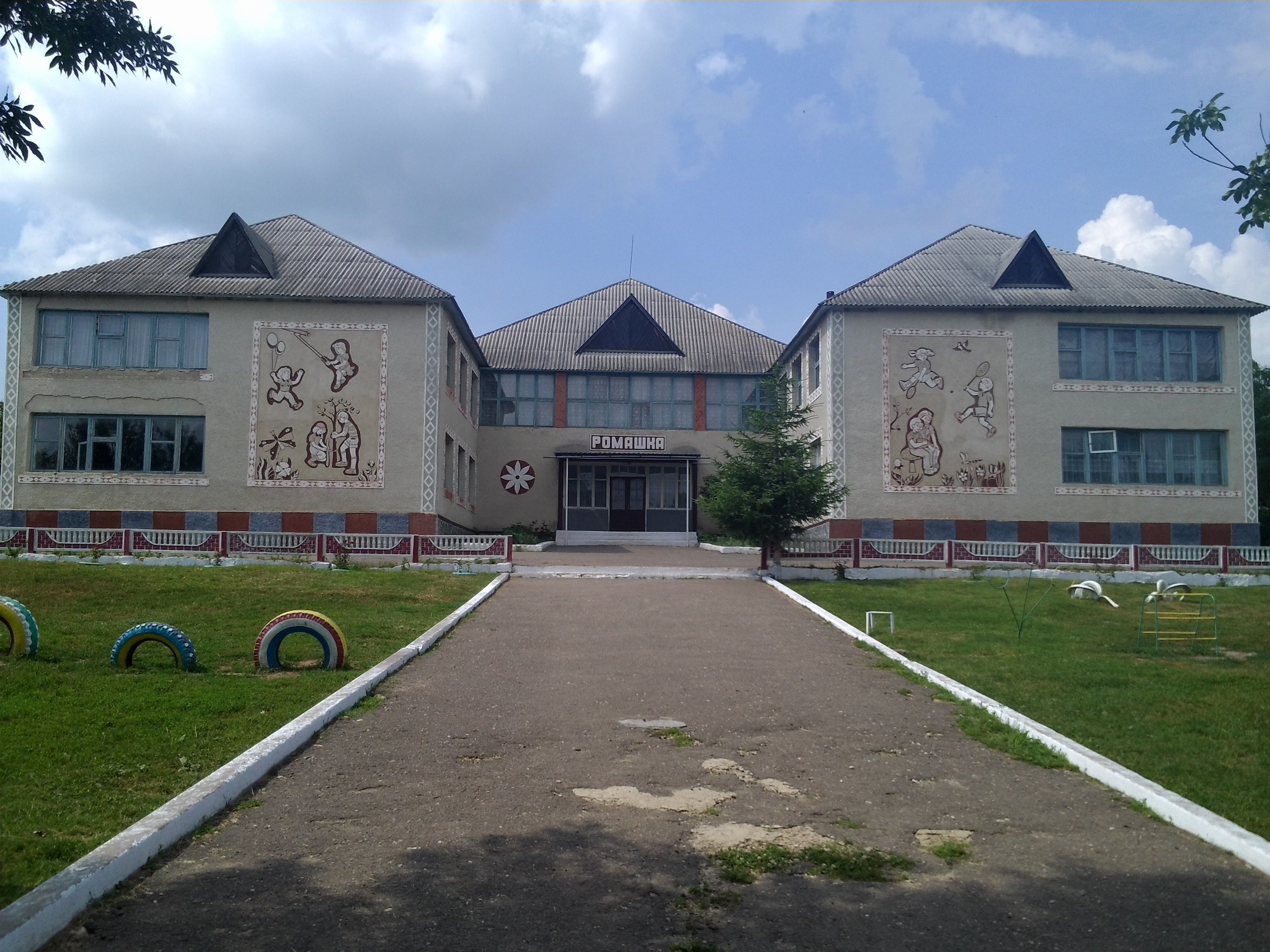
Школа-дитсадок
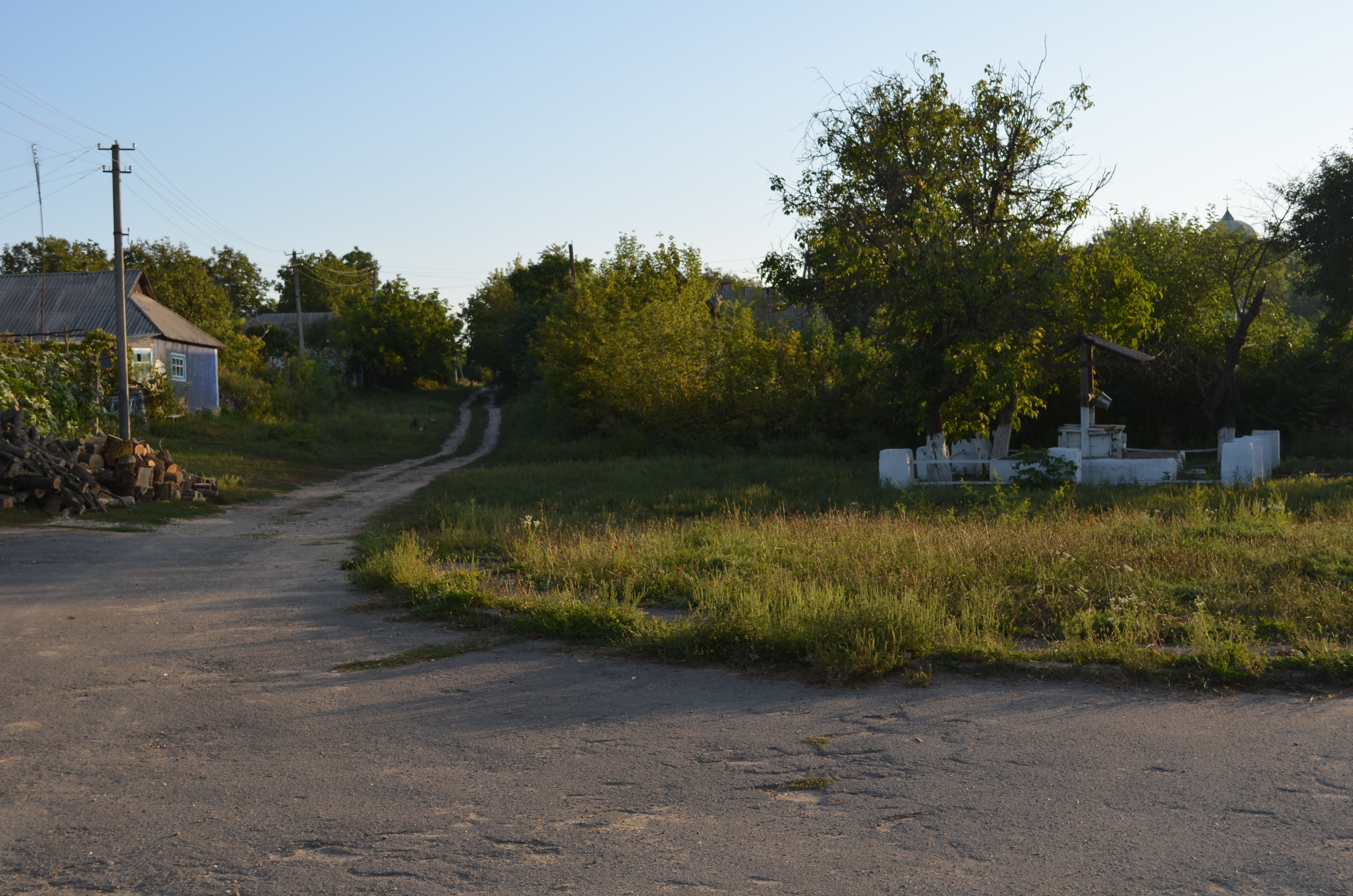
Дорога до садів та криниця
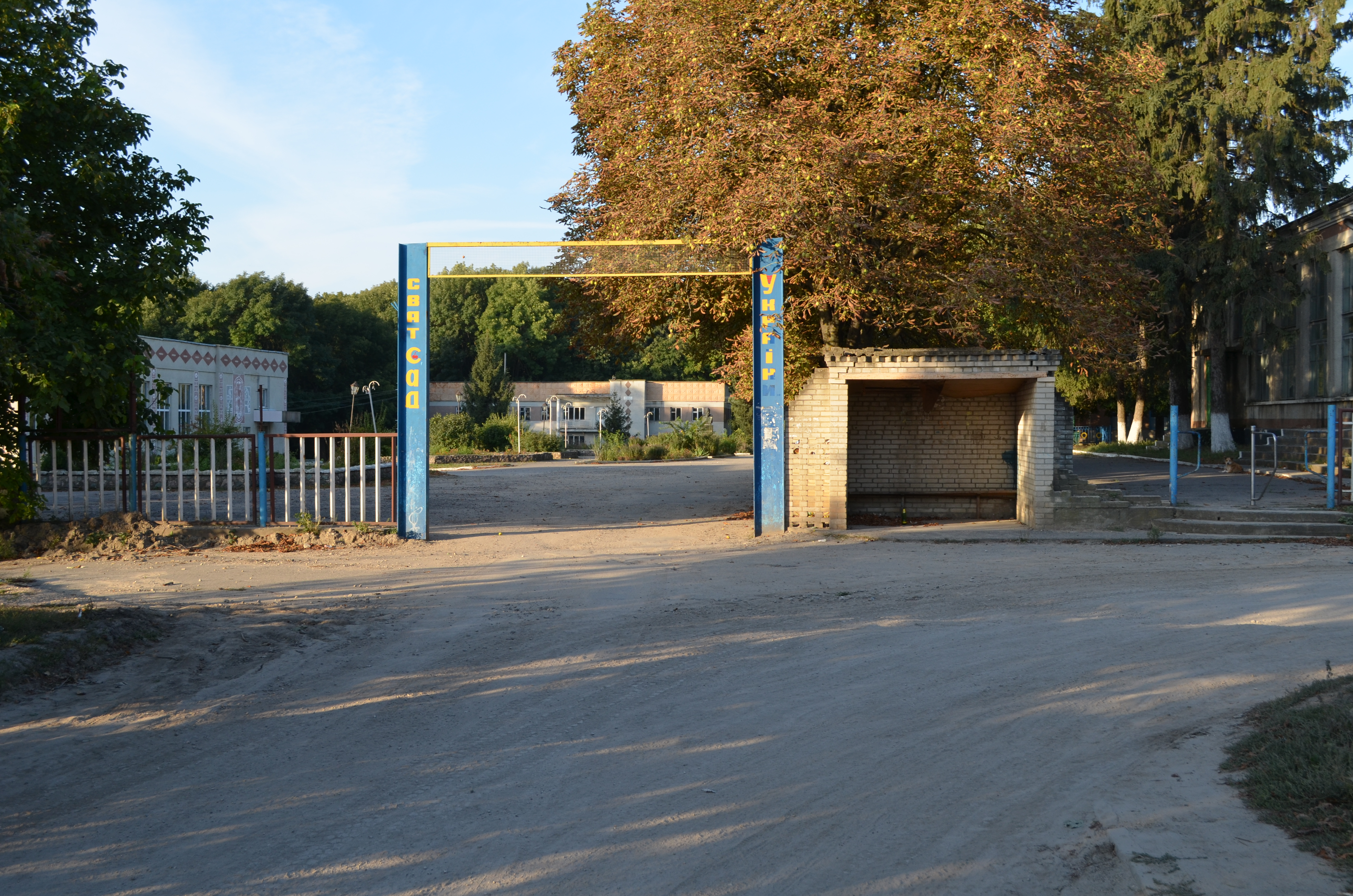
СВАТ «Сади України»
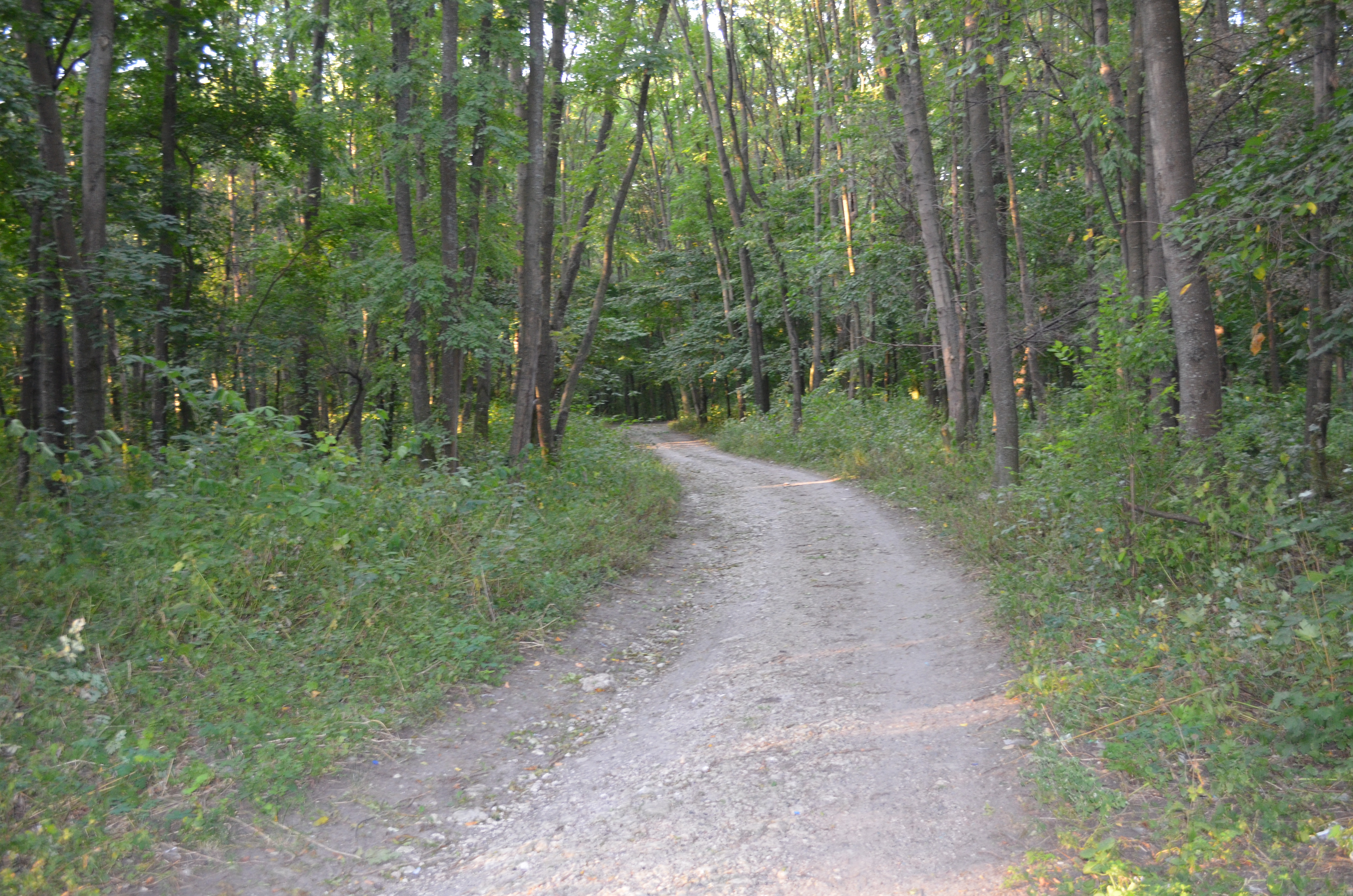
У парку